# Casa solariega

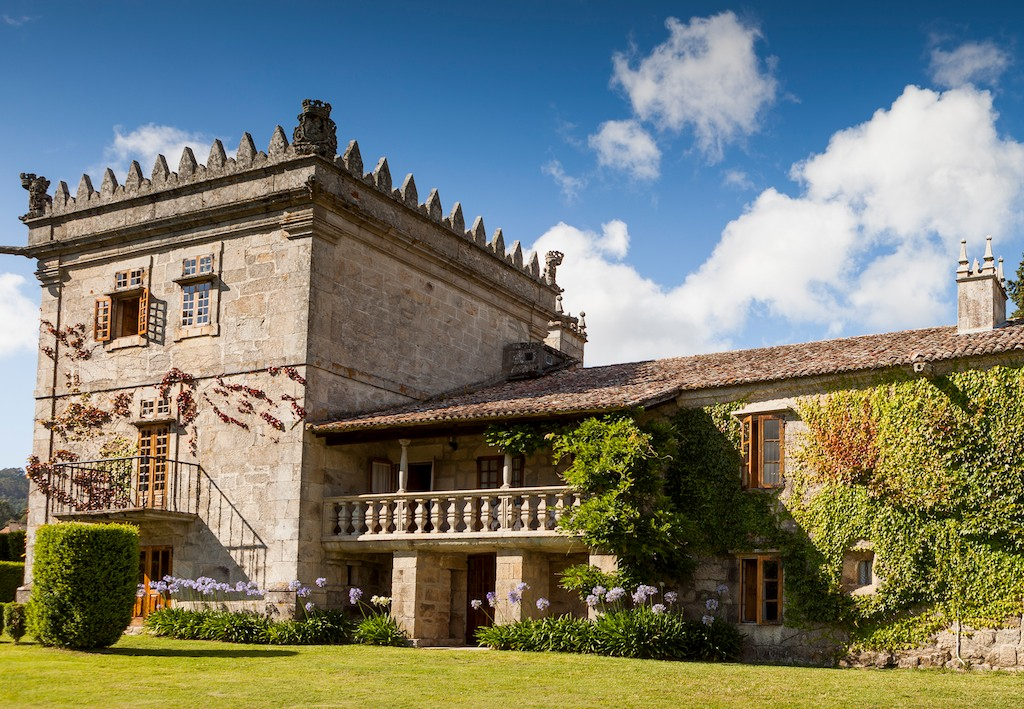
Pazo da Touza, Galicia (España)

Históricamente se conoce como casa solariega, o casa solar en España, a la casa en que residía el cabeza, jefe o primer hombre notable de un linaje nobiliario al que daba nombre o títulos de honor. Debe su nombre por referencia al lugar, región, pueblo o pago donde radica la casa, el solar, vinculada a su propietario. Cuando a través del tiempo se mantenía el solar originario de una familia, quedaba así la muestra de la posesión de aquellos títulos de honor, distinción o merecimiento apreciados y respetados por la sociedad. Eran estos comúnmente los de hidalguía o nobleza, y eran frecuentes las casas solariegas en las provincias de nobleza local como Cantabria o Vizcaya.

## La casa solariega en España
Según el emplazamiento, estas casas reciben un nombre diferente. Podían ser residencias o casas con explotaciones agropecuarias.
El palacio es una gran residencia suntuosamente decorada, genéricamente una casa solariega que albergaba a una familia noble. Deriva del nombre latino palātium, la colina de las residencias imperiales en Roma.
El pazo es una casa solariega gallega generalmente situada en el campo que fue la antigua residencia de un noble o persona destacada. Fueron de crucial importancia para las comunidades rurales y monásticas que los rodeaban. El pazo era una estructura arquitectónica tradicional asociada a una comunidad y red social. Suele estar formado por un edificio principal rodeado de jardines, un palomar y dependencias como pequeñas capillas para celebraciones religiosas.

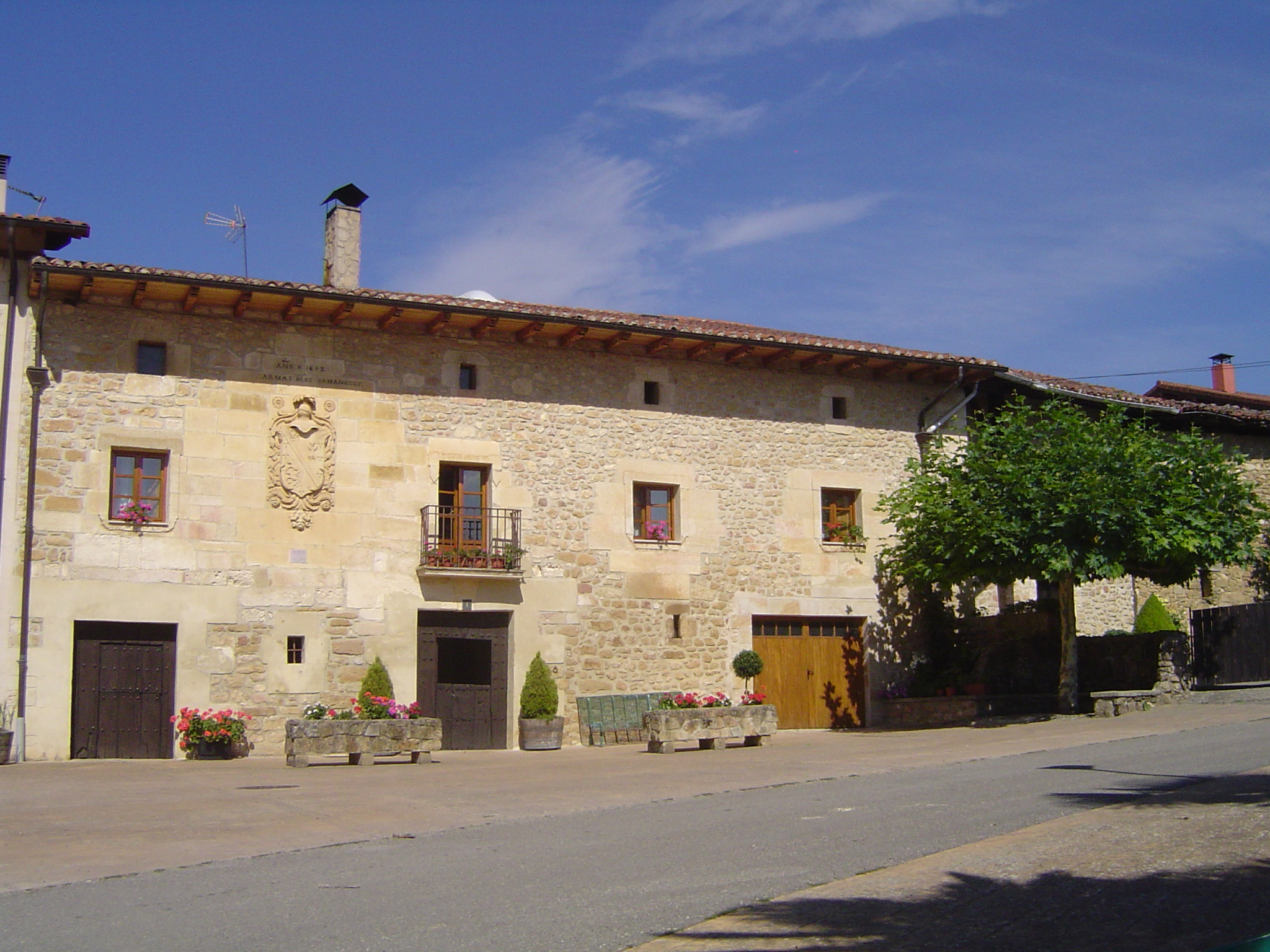
Casa solariega en Marquínez, Álava (España)

La hacienda es una finca agrícola, especialmente en Andalucía, con diferentes construcciones para la labor y las viviendas de los jornaleros y la vivienda señorial. También fueron muy comunes en las antiguas colonias españolas. Algunas haciendas eran plantaciones, minas o fábricas. Muchas haciendas combinaron estas actividades productivas. Se desarrollaron como empresas económicas con fines de lucro vinculadas a mercados regionales o internacionales. Al dueño de una hacienda se le llamaba hacendado o patrón.
La casona es la antigua vivienda señorial típica de Cantabria, León, Asturias. la mayoría tiene origen en los siglos XVII y XVIII. Tipológicamente se encuentra a medio camino entre la vivienda rústica y el palacio; por ello, posee tanto elementos arquitectónicos y funcionales locales como otros propios de los estilos artísticos dominantes.
La alquería designa a una casa de labor, con finca agrícola, típica del este y sureste español, principalmente entre las provincias de Granada y Valencia. En la Edad Media hacía referencia a las pequeñas comunidades rurales que se situaban en las inmediaciones de las ciudades (medinas) en al-Ándalus. Desde el siglo XV cambió su significado de localidad por el actual, de un tipo de finca.
El caserío es la típica casa solariega del País Vasco y Navarra. El caserío o baserri representa la unidad central de la familia extensa vasca tradicional, que funciona como explotación agropecuaria y vivienda. Administrado por la etxekoandre (señora de la casa) y el etxekojaun (señor de la casa), cada uno tiene derechos, roles y responsabilidades claramente definidos. Las rígidas leyes de mayorazgo que existían en el País Vasco y Navarra hacían que el caserío y todas sus tierras fueran heredados exclusivamente por un único individuo, normalmente el primogénito de la familia.